# Liste der denkmalgeschützten Objekte in Úboč
Grundlage dieser Liste der denkmalgeschützten Objekte in Úboč ist die ÚSKP-Liste (Ústřední seznam kulturních památek České republiky, deutsch Zentrale Liste der Kulturdenkmäler der Tschechischen Republik), die von der tschechischen Denkmalschutzbehörde NPÚ (Národní památkový ústav, deutsch Nationale Denkmalbehörde) seit 1987 geführt wird und an die seit dem Jahr 1850 geschaffenen Listen anschließt.

## Denkmalgeschützte Objekte nach Ortsteilen

### Úboč
| Lage                                         | Objekt             | Beschreibung          | ÚSKP-Nr.                  | Bild           |
| -------------------------------------------- | ------------------ | --------------------- | ------------------------- | -------------- |
| Úboč 1, im Garten des Pfarrhauses (Standort) | Feste              | archäologische Spuren | 20112/4-4035 Info Katalog | BW             |
| Úboč, Dorfplatz (Standort)                   | St. Nikolauskirche |                       | 29632/4-2244 Info Katalog | weitere Bilder |
| Úboč 4 (Standort)                            | Bauernhof          |                       | 18934/4-2245 Info Katalog | BW             |
| Úboč 33 (Standort)                           | Bauernhof          |                       | 42130/4-2246 Info Katalog | BW             |